# Джордж Генрі Сміт
Джордж Ге́нрі Сміт (англ. George Henry Smith, 27 жовтня 1922, Віксбург — 22 травня 1996) — американський письменник, який писав книги в різних жанрах (фантастика та еротична література).

## Біографія
Народився 27 жовтня 1922 року в місті Віксбург (штат Міссісіпі), закінчив Університет Південної Каліфорнії в Лос-Анджелесі. Під час другої світової війни служив у ВМС США.
У 1950 став професіональним письменником. Першою його публікацією стала повість «Остання весна» (англ. «The Last Spring», 1953).